# Guijo de Granadilla
Guijo de Granadilla – gmina w Hiszpanii, w prowincji Cáceres, w Estramadurze, o powierzchni 73,03 km². W 2011 roku gmina liczyła 607 mieszkańców.